# Plantation House (St. Helena)
Plantation House ist ein historisches Gebäude auf der Insel St. Helena und offizieller Sitz und Residenz des Gouverneurs von St. Helena, Ascension und Tristan da Cunha. Es liegt im Distrikt St. Paul’s.
Plantation House wurde zwischen 1791 und 1792 von der East India Company als Sommerresidenz des Gouverneurs errichtet. Das Unternehmen führte die Insel bis zur formellen Entsendung eines Gouverneurs 1834, als die Insel am 22. April 1834 Kronkolonie wurde.
Das Haus wurde 1816 und 1960 umfangreich erweitert. Plantation House steht als Listed Building der Kategorie 1 unter Denkmalschutz.

## Schildkröten

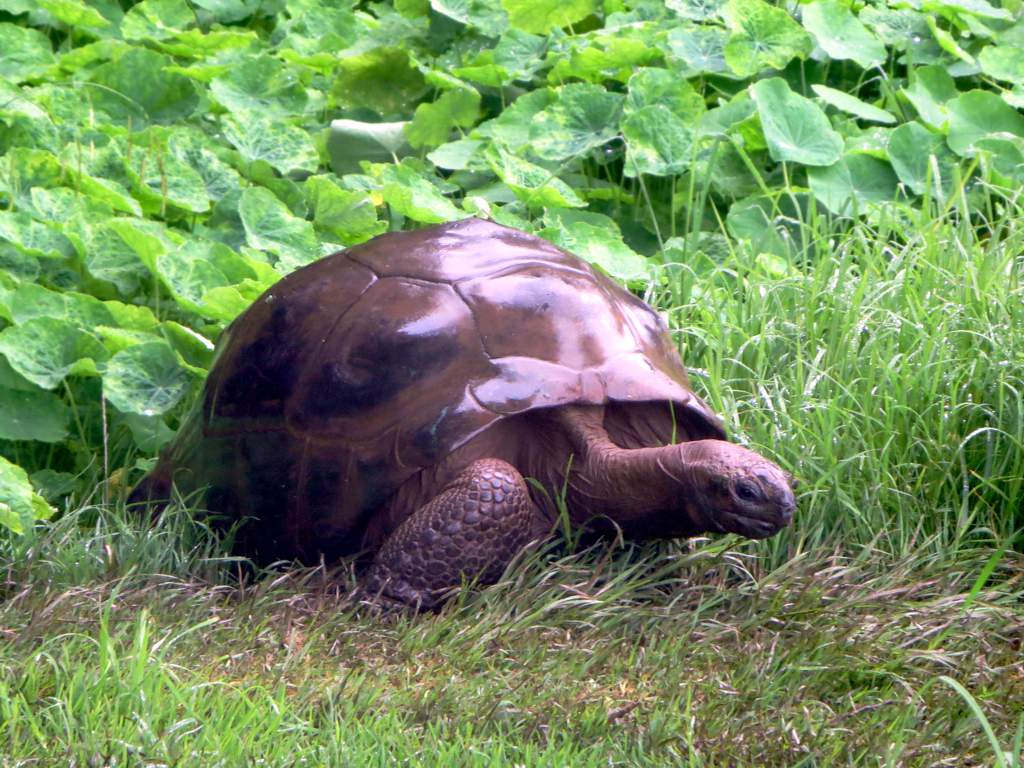
Jonathan die Schildkröte

Im Garten von Plantation House lebt Jonathan, der älteste Bewohner der Insel und vermutlich das älteste Reptil der Erde. Einige Quellen sprechen hingegen sogar vom ältesten lebenden Landtier der Erde. Sein Alter wird auf 176 Jahre (Stand 2008) geschätzt. Mindestens vier weitere Schildkröten leben im Garten. Eine fünfte starb am 5. Juli 2016 im Alter von etwa 70 Jahren.

## Galerie

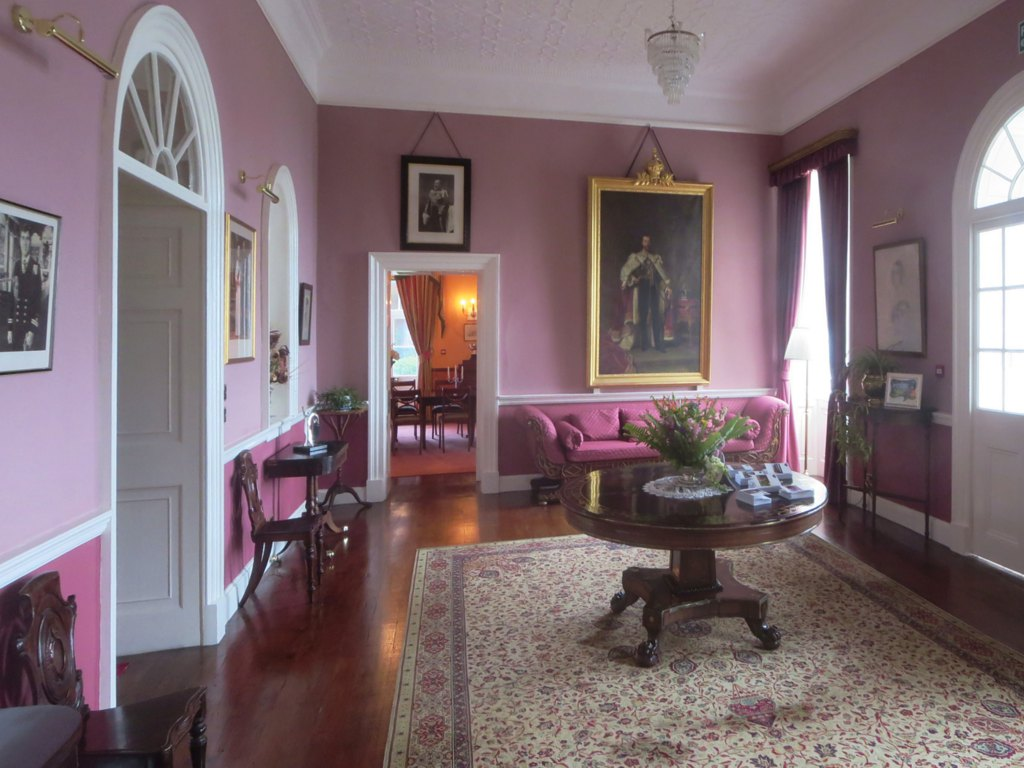
Empfangszimmer
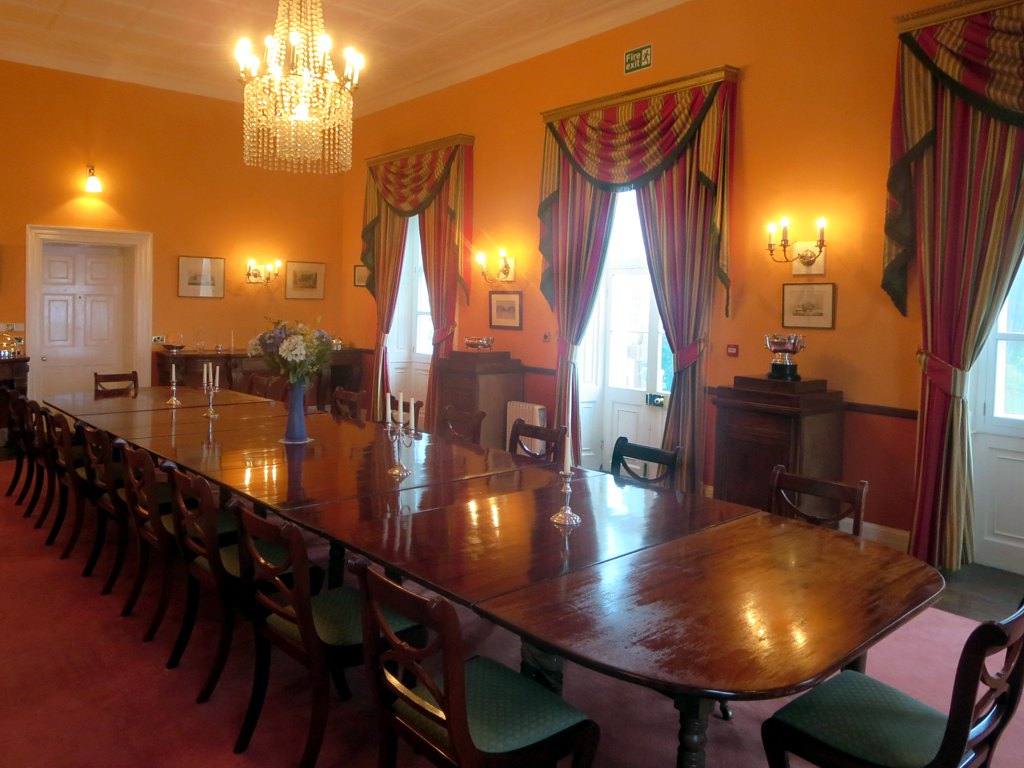
Esszimmer